# Король Греции
Коро́ль Гре́ции (греч. Βασιλεύς τῶν Ἑλλήνων — «царь эллинов») — устоявшееся в русском языке (как перевод с западноевропейских языков) обозначение титула монархов, стоявших во главе Королевства Греция после упразднения республики в 1832 году.
Первый король Оттон имел титул «царь Греции» (греч. Βασιλεύς τῆς Ελλάδος) — по настоянию великих держав на Лондонской конференции 1832 года, что подразумевало право покровительства греческой расе, а также диаспоре криптохристиан греческого населения Османской империи.

## Хронологический список
| Портрет | Герб         | Имя                                   | Правление             | Правление             | Титул                                       | Примечания | Штандарт     |
| Виттельсбахи | Виттельсбахи | Виттельсбахи                          | Виттельсбахи          | Виттельсбахи          | Виттельсбахи                                | Виттельсбахи | Виттельсбахи |
| --- | ------------ | ------------------------------------- | --------------------- | --------------------- | ------------------------------------------- | --- | ------------ |
| |              | Оттон I (греч. Ὄθων Αʹ)               | 7 мая 1832 года       | 23 октября 1862 года  | Король Греции (Βασιλεύς τῆς Ἑλλάδος)        | Был выбран королём благодаря своему происхождению — через своего предка Иоганна II, герцога Баварского, был потомком византийских династий Комнинов и Ласкаридов. |              |
| Глюксбурги |              |                                       |                       |                       |                                             | |              |
| |              | Георг I (греч. Γεώργιος Αʹ)           | 30 марта 1863 года    | 18 марта 1913 года    | Король эллинов (греч. Βασιλεύς τῶν Ἑλλήνων) | Избран на греческий престол в 17-летнем возрасте |              |
| |              | Константин I (греч. Κωνσταντῖνος Αʹ)  | 18 марта 1913 года    | 11 июня 1917 года     | Король эллинов (греч. Βασιλεύς τῶν Ἑλλήνων) | Первый сын Георга I |              |
| |              | Александр I (греч. Ἀλέξανδρος Αʹ)     | 11 июня 1917 года     | 25 октября 1920 года  | Король эллинов (греч. Βασιλεύς τῶν Ἑλλήνων) | Второй сын Константина I |              |
| |              | Константин I (греч. Κωνσταντῖνος Αʹ)  | 19 декабря 1920 года  | 27 сентябрь 1922 года | Король эллинов (греч. Βασιλεύς τῶν Ἑλλήνων) | После смерти сына, по итогам референдума вновь возвратился на престол                                                                                             |              |
| |              | Георг II (греч. Γεώργιος Βʹ)          | 27 сентября 1922 года | 25 марта 1924 года    | Король эллинов (греч. Βασιλεύς τῶν Ἑλλήνων) | Первый сын Константина I |              |
| • Вторая Греческая республика (1924–1935) • Монархия в Греции была свергнута в результате восстания 11 сентября 1922 года. После референдума 3 ноября 1935 года монархия была восстановлена. |              |                                       |                       |                       |                                             | |              |
| |              | Георг II (греч. Γεώργιος Βʹ)          | 3 ноября 1935 года    | 1 апреля 1947 года    | Король эллинов (греч. Βασιλεύς τῶν Ἑλλήνων) | По результатам референдума вернулся на престол |              |
| |              | Павел I (греч. Παῦλος Aʹ)             | 1 апреля 1947 года    | 6 марта 1964 года     | Король эллинов (греч. Βασιλεύς τῶν Ἑλλήνων) | Третий сын Константина I |              |
| |              | Константин II (греч. Κωνσταντῖνος Βʹ) | 6 марта 1964 года     | 1 июня 1973 года      | Король эллинов (греч. Βασιλεύς τῶν Ἑλλήνων) | Сын Павла I |              |